# Baraguá
Baraguá, és una pel·lícula històrica cubana, realitzada per l'Instituto Cubano del Arte e Industria Cinematográficos (ICAIC) i dirigida per José Massip. La pel·lícula es basa en la Protesta de Baraguá (15 de març de 1878), fet històric de la llarga guerra d'Independència cubana en la qual el general espanyol Arsenio Martínez-Campos Antón (personificat per l'actor xilè Nelson Villagra) i el major general de l'Exèrcit Llibertador de Cuba, Antonio Maceo (Mario Balmaseda), es van entrevistar a "Mangos de Baraguá". El general Maceo fa saber al representant espanyol la insatisfacció dels revolucionaris cubans amb el Conveni de Zanjón i que no acceptaven la pau allà firmada sense que se li concedís a Cuba la independència total.
 
La pel·lícula narra les lluites prèvies a la trobada, mostrant, en escenes molt bé aconseguides, els combats entre les tropes revolucionàries i l'exèrcit espanyol. Les tropes de Maceo i Máximo Gómez Báez (José Antonio Rodríguez), es troben debilitades i són freqüents les desercions i traïcions, cosa que provoca que un grup d'oficials vagi a buscar una treva amb Espanya i signin la "Pau de Zanjón", fet que és reprovat pels dos principals líders revolucionaris, que després de trobar-se i comentar el que consideren una traïció acorden continuar la guerra, però prèviament Maceo s'entrevistarà amb la màxima autoritat espanyola.
Maceo en l'entrevista amb Martínez-Campos (escenes finals de la pel·lícula) li diu: "Aquest document no contempla l'abolició d'esclavitud ni la independència". Martínez-Campos li diu: "Llavors, no ens entenem", a la qual cosa Maceo respon: "No, no ens entenem". Aquesta discussió a Baraguá sepulta el pactat en el Zanjón i revifa la guerra independentista cubana.

## Repartiment
| Actor                  | Personatge                      |
| ---------------------- | ------------------------------- |
| Mario Balmaseda        | Antonio Maceo                   |
| José Antonio Rodríguez | Máximo Gómez                    |
| Nelson Villagra        | General Arsenio Martínez-Campos |
| Sergio Corrieri        | Vicente García                  |
| Rogelio Meneses        | José Maceo                      |
| René de la Cruz        | Evaristo Encarnación            |
| Dagoberto Gaínza       | Liberato Portales               |